# Кристоф Лудвиг фон Льовенщайн-Вертхайм-Вирнебург
Кристоф Лудвиг фон Льовенщайн-Вертхайм-Вирнебург (на немски: Christoph Ludwig zu Löwenstein-Wertheim-Virneburg; * 3 май 1568, Вертхайм; † 17 февруари 1618, Вертхайм) от фамилията Вителсбахи, е граф на Льовенщайн-Вертхайм-Вирнебург (1611 – 1618). Той е основател на евангелийската фамилия на по-късните князе на Льовенщайн-Вертхайм-Фройденберг.
Линията Льовенщайн-Вертхайм е създадена от пфалцграф и курфюрст Фридрих I фон Пфалц († 1476), който дава графството Льовенщайн на морганатичния си син Лудвиг I (1463 – 1523) и той основава княжеската фамилия Льовенщайн-Вертхайм, която още съществува.

## Живот
Кристоф Лудвиг е най-възрастният син на граф Лудвиг III фон Льовенщайн († 1611) и съпругата му графиня Анна фон Щолберг-Рошфор (1548 – 1599), наследничка на Вертхайм, дъщеря на Лудвиг фон Щолберг (1505 – 1574) и съпругата му Валпурга Йохана фон Вид (ок. 1505 – 1578).
Баща му дава през 1597 г. с домашен договор (statutum gentilicium) равни наследствени права на синовете си. Заради ралични вероизповедания фамилията се разделя през 1611 г. на две главни линии, лутеранската линия Льовенщайн-Вертхайм-Вирнебург и католическата линия Льовенщайн-Вертхайм-Рошфор, която получава княжеско достойнство през 1712 г. от император Карл VI. Протестантската линия Вирнебург получава княжески статут през 1812 г. от крал Максимилиан I Йозеф Баварски. По времето на Наполеон Льовенщайн-Вертхайм-Вирнебург получава новото име Льовенщайн-Вертхайм-Фройденберг. Двете линии съществуват и днес.
Брат е на Лудвиг IV (1569 – 1635), граф на Льовенщайн-Вертхайм, Волфганг Ернст (1578 – 1636), граф на Льовенщайн-Вертхайм, Йохан Дитрих (1585 – 1644), граф на Льовенщайн-Вертхайм-Рошфор.
Кристоф Лудвиг умира на 17 февруари 1618 г. във Вертхайм на 49 години.

## Фамилия
Кристоф Лудвиг се жени на 27 април 1592 г. за графиня Елизабет Амалия фон Мандершайд-Шлайден (* 27 юли 1569; † 26 октомври 1621), наследничка на Графство Вирнебург, дъщеря на граф Йоахим фон Мандершайд-Нойербург-Вирнебург, губернатор на Люксембург († 1582) и Магдалена фон Насау-Идщайн (1546 – 1604). Техни деца са:
- Елизабет Катарина (* 1593, Льовенщайн; † 1666, Франкфурт на Майн), омъжена 1638 г. за граф Матиас фон Монкада
- Сибила Елизабет (* 9 септември 1594, Зулцбац)
- Анна Вероника (* 1594, Зулцбац; † 1597, Льовенщайн)
- Магдалена Марта (1596 – 1597)
- Фридрих Лудвиг (1598 – 1657), граф на Льовенщайн-Вертхайм-Вирнебург (1618 – 1657), женен I. на 29 септември 1622 г. във Вернигероде за графиня Анна Хедвиг фон Щолберг-Ортенберг (1599 – 1634), II. 1636 г. за графиня Агнес Мария фон Тюбинген (1599 – 1638), III. на 28 юли 1644 г. в дворец Щутгарт за фрайин Анна Сидония фон Тойфенбах (1623 – 1657)
- Ернст (* 1599, Льовенщайн; † 1622, Париж)
- Йохан Херман (* 1601, Вирнебург; † 1620, Амберг)